# Federação Paranaense de Handebol
A Federação Paranaense de Handebol paralisou suas atividades em 1998, deu baixa 31/12/2018 no seu CNPJ 76.070.523/0001-76.